# 蕭子升
蕭 子升（しょう ししょう、1894年8月22日 - 1976年11月21日）は、中華民国の学者・教育者。本名は蕭子昇。字は旭東、書同と号した。毛沢東・蔡和森と並んで「湘江の三友」と称される。

## 生涯
- 1894年、湖南省長沙府湘郷県蕭家沖に生まれた。

- 1910年、湘郷県東山高等小学堂を卒業後、1911年湖南省立第一師範学校（現在の湖南第一師範学院）に入学し[2]。毛沢東・何叔衡・蔡和森等らと知り合う。卒業後、長沙楚怡学校の教員。

- 1918年4月、毛沢東・何叔衡・蔡和森らと新民学会を設立した、総幹事に就任した。

- 1919年、フランスに赴き、勉学に勤しんだ。

- 1924年、中国に帰国し、国民党北平市党務指導委員委員、『民報』総編輯、中法大学教授、国立北京大学委員兼農学院院長、華北大学学長、国民政府農鉱部次長、国立歴史博物館館長などを歴任する。

- 1949年、台湾に赴き、後、フランス、スイスに住む。1952年、ウルグアイに移住、教育事業に従事。

- 1976年、82歳でウルグアイにて死去。

## 著書
- 『我と毛沢東の一段曲折経歴』、1989年6月、崑崙出版社、ISBN 9787800401503。

## 家族
- 父：蕭岳英（教員）
- 弟：蕭三（作家）